# Tigres de Liberación del Eelam Tamil
Los Tigres de Liberación del Eelam Tamil (en inglés: Liberation Tigers of Tamil Eelam, LTTE  y en tamil: தமிழீழ விடுதலைப் புலிகள்), también conocidos como Tigres Tamiles, era una organización tamil fundada en 1976 en el país insular de Sri Lanka (antigua Ceilán) por Velupillai Prabhakaran. Hasta 2009 se constituyó en el principal grupo separatista tamil pues luchó contra el gobierno en una guerra civil que duró 26 años (1983–2009).

## Historia
Durante el siglo XIX, para maximizar las ganancias para la corona, el Reino Unido realizó una fuerte comunicación y ruta marítima entre India y Sri Lanka, lo que permitió el traslado de productos comerciales, así como el de cientos de personas. Entre 1843 y 1859, más de 900.000 hombres, mujeres y niños tamiles migraron a trabajar, sobre todo en las plantaciones de té y café. La fundación del TLET en 1976 está relacionada con el sentimiento de discriminación de la minoría nativos tamil por parte de la población autóctona cingalesa, mayoritaria de Sri Lanka, que se cristalizó en un deseo de establecer un estado tamil independiente de Sri Lanka al noroeste de la isla, en la península de Jaffna y en la ciudad de Trincomalee y alrededores, ya que en este lugar los tamiles son mayoritarios (en contraposición al resto del país, en donde lo es la etnia cingalesa). En 1984 lograron establecer acuerdos con otros grupos de tamiles armados, con lo que dieron comienzo a una verdadera guerra civil.
Durante varios años se sucedieron los intentos fallidos de acercamiento con las declaraciones de varias treguas. Finalmente la situación dio un giro en 2002 cuando el Gobierno de Sri Lanka y el LTTE acuerdan un alto el fuego y el inicio de conversaciones bajo el auspicio de Noruega. En 2005 el proceso de paz recibió un importante impulso al firmar los Tigres Tamiles y el Gobierno un acuerdo de cooperación para acceder y repartir conjuntamente a las ayudas ofrecidas a las zonas afectadas por el tsunami. Sin embargo, el asesinato del tamil y ministro de Exteriores, Lakshman Kadirgamar, hizo que la tregua se tambalease. La elección en noviembre de 2005 de Mahinda Rajapakse como presidente (hasta entonces, había sido el primer ministro) puso fin a 50 años de poder de la dinastía Bandaranaike y comenzó un paulatino deterioro del proceso de paz y el aumento de la violencia, de modo que las negociaciones quedaron suspendidas y el país volvió a sumirse en un estado de guerra civil. Nada más comenzar 2008, las cosas se agravaron: el Gobierno rompió el alto el fuego, al considerar que ninguna de las partes estaba respetando la tregua.
En 2006 los Tigres Tamiles habían llegado a crear un pseudo estado tamil que contaba con poder judicial, policial, radio y televisión. También llegaron a poseer algunas embarcaciones y aeronaves que les permitieron realizar ataques navales y realizar ataques aéreos. Llegó a tener entre 10 000 y 15 000 guerrilleros. En 2006, de sus 19 000 combatientes, se estimaba que un 20% eran mujeres.

### Derrota militar
En enero y febrero del 2009, una gran ofensiva del ejército gubernamental con más de 50 000 hombres restableció el poder gubernamental sobre las zonas controladas por los rebeldes tamiles, incluidas las grandes ciudades. Los tigres tamiles quedaron relegados a un área selvática de apenas 200 kilómetros cuadrados, ocultos entre la población rural de la franja previamente establecida como de no agresión y en constante retroceso.
El 18 de mayo del mismo año, tras una fuerte ofensiva del ejército cingalés que costó varios miles de muertos entre los tamiles, la mayoría civiles, la guerrilla anunció un cese en sus operaciones. El ejército gubernamental siguió combatiendo y aseguró tener controlada toda la costa de la isla, y el presidente afirmó que la guerrilla había sido vencida.
Finalmente, el jefe del Alto Estado Mayor del Ejército, general Sarath Fonseka, anunció la total liberación de todo el territorio nacional, y declaró la derrota total de los LTTE, confirmando la muerte del fundador de la guerrilla Velupillai Prabhakaran, y de sus dos comandantes más cercanos, cuando trataban de huir del último kilómetro de tierra en que se habían atrincherado.

## Atentados

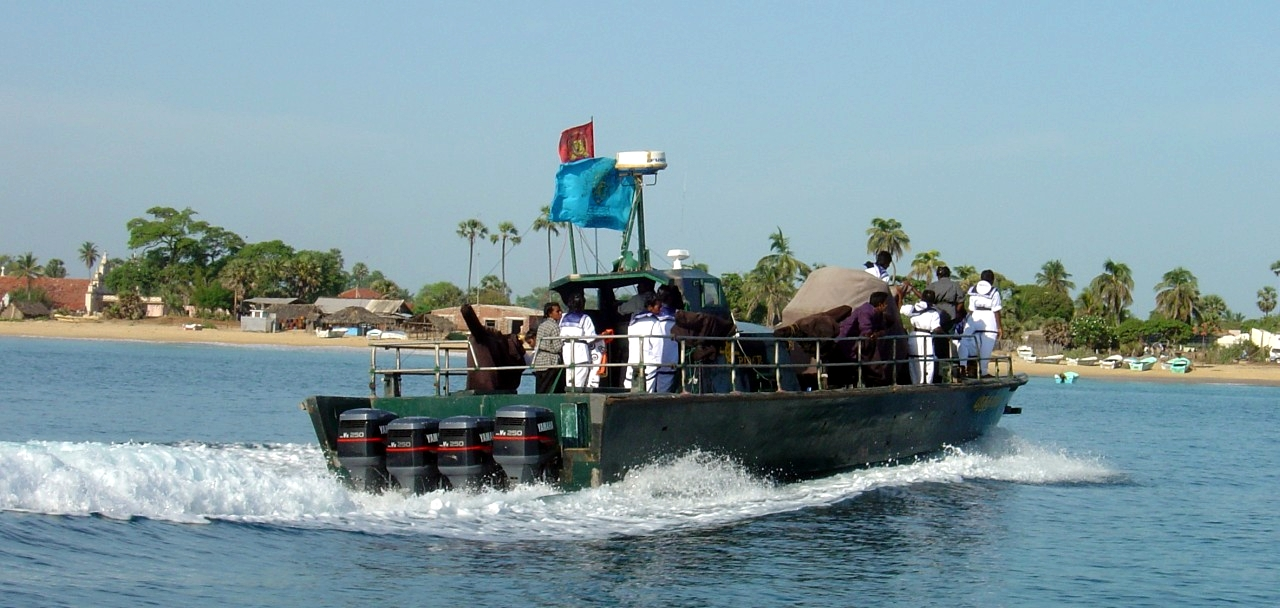
Barcaza del LTTE.

Además de la lucha de guerrillas, los Tigres Tamiles cometieron varios atentados desde su creación, algunos de ellos especialmente sangrientos, como el del 31 de enero de 1996, cuando la explosión de un camión bomba en Colombo acabó con la vida de más de 200 civiles y provocó heridas a 1400. La guerrilla tamil perfeccionó y aplicó en masa el terrorismo suicida, utilizando a más de 160 fanáticos, entre ellos numerosas mujeres que se inmolaban bajo las órdenes directas de Prabhakaran. En una de estas acciones, una militante suicida del LTTE asesinó en 1991 a Rajiv Gandhi, ex primer ministro de la India y cabeza del Partido del Congreso.
Todo ello causó que más de 30 países incluyeran al grupo en su lista de organizaciones terroristas, incluyendo Canadá, Estados Unidos, Gran Bretaña, India, Australia y Malasia. La Unión Europea también incluyó al LTTE en la lista de grupos terroristas, lo que provocó la expulsión de miembros de la UE del grupo de supervisión del cese-el-fuego de 2002 (SLMM o Misión de Supervisión en Sri Lanka). 
Los Tigres Tamiles acusaron al gobierno de Sri Lanka de ejercer el terrorismo de Estado. En agosto de 2006, los Tigres y el gobierno se acusaron mutuamente de la masacre de Muttur, la mayor matanza sufrida nunca por una ONG, cuando 17 empleados de Acción contra el Hambre en Muttur fueron asesinados a quemarropa. La mayoría de acusaciones, no obstante, atribuyen la matanza a las fuerzas especiales del ejército de Sri Lanka.

## Armada y fuerza aérea
La armada del grupo (los Tigres del Mar) estaba liderada por el Coronel Soosai. Se cree que contaba con 2000 hombres y llegó a convertirse en una amenaza para las patrulleras de Sri Lanka. Se ha reconocido que a través de los años llegaron a destruir entre el 35 y 50% de las naves de costa esrilanquesas. Su fuerza aérea (los Tigres del Cielo) fue la única en el mundo mantenida por una guerrilla.